# Johann Maria von Portugal

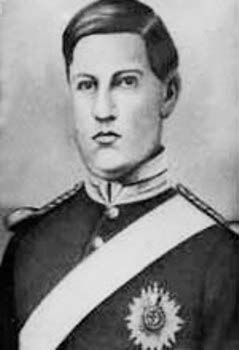
Johann von Portugal, Herzog von Beja

Johann (portugiesisch Dom João Maria Fernando Pedro de Alcántara Miguel Rafael Gabriel Leopoldo Carlos António Gregorio Francisco de Assis Borja Gonzaga Félix de Saxe-Coburgo-Gotha e Bragança) von Portugal (* 16. März 1842 in Lissabon; † 27. Dezember 1861 in Santa Maria de Belém) war ein Infant von Portugal aus dem Haus Sachsen-Coburg und Gotha sowie 8. Herzog von Beja (portugiesisch: Duque de Beja).

## Leben
Johann war der dritte Sohn von Königin Maria II. da Gloria von Portugal (1819–1853) aus ihrer Ehe mit Ferdinand II. (1816–1885). Johann erhielt eine militärische Ausbildung und erreichte den Rang eines Obersts der Kavallerie. Mit seiner Schwester Antonia Maria und seinem Bruder Ludwig weilte er 1856 als Gast des sächsischen Königs Johann auf Schloss Weesenstein. Mit seinem Bruder Ludwig reiste er auch nach England und Frankreich.
Seine beiden älteren Brüder Peter V. und Ludwig I. waren nacheinander König von Portugal. Nach dem Tod Peters und der Thronbesteigung Ludwigs am 11. November 1861 wurde Johann portugiesischer Thronfolger. Er starb bereits einen Monat danach erst 19-jährig und unverheiratet, kurz nach seinen Brüdern Peter und Ferdinand an einer ansteckenden Krankheit, vermutlich Typhus.
Johann war Großkreuz des Turm- und Schwertordens sowie des Ordens unserer lieben Frau von Vila Viçosa.

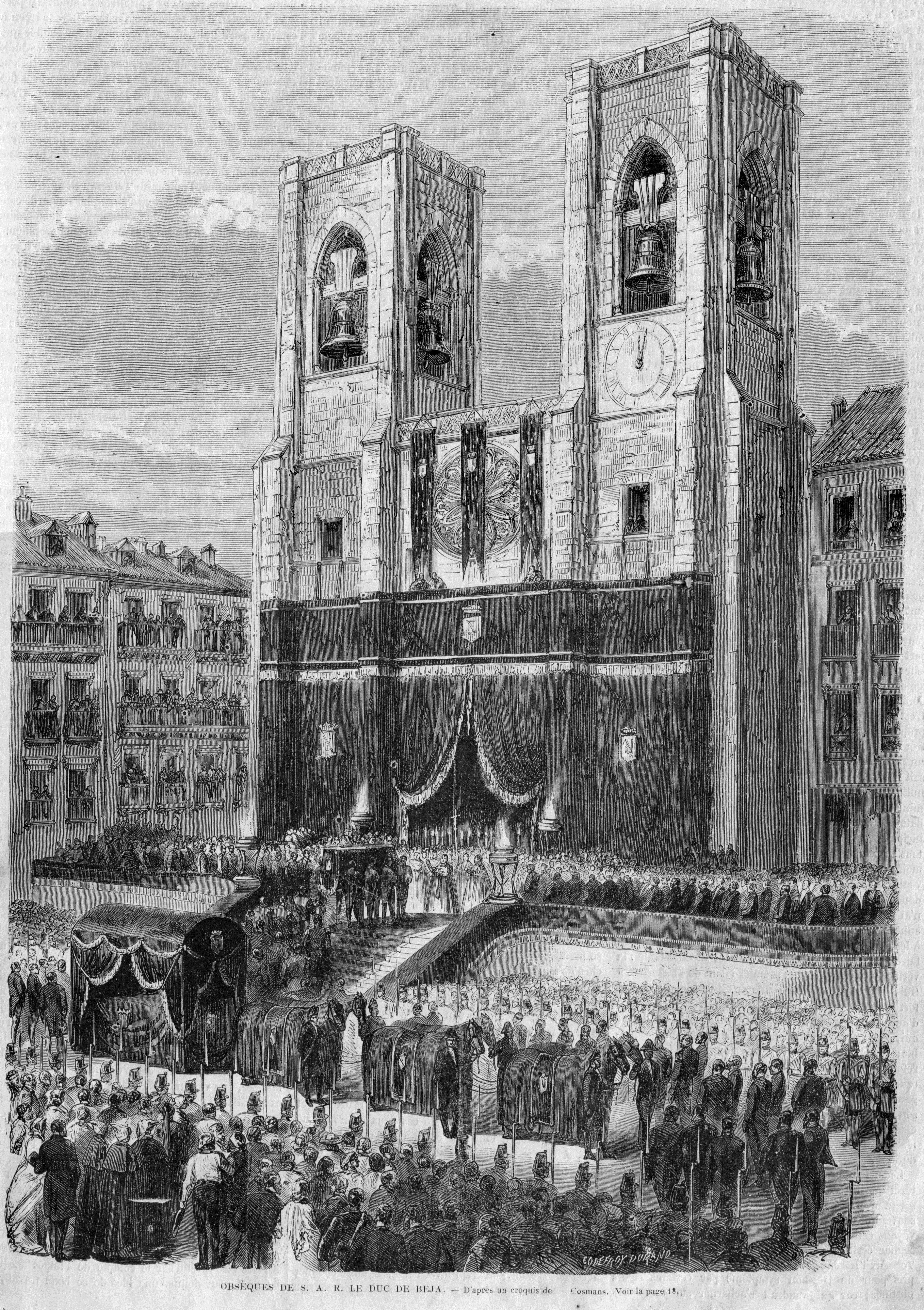
L’Illustration, Januar 1862, Gravur Beerdigung Herzog von Beja